# Prix Suntory (musique)
Le prix Suntory de musique (サントリー音楽賞, Santorī ongakushō), auparavant appelé prix Torii de musique (鳥井音楽賞, Torii ongakushō), qui vise à promouvoir la musique occidentale au Japon, est décerné par la Fondation Suntory de musique depuis sa création en 1969. Le prix est attribué chaque année à des personnes ou des groupes pour la plus grande réussite dans le développement de la musique occidentale ou contemporaine au Japon au cours de l'année précédente.
Le montant actuel du prix est de 7 000 000 ¥. Un concert commémoratif du prix est organisé chaque année au Suntory Hall de Tokyo afin de présenter et de populariser l’œuvre du récipiendaire.

## Lise des lauréats
| no | Année | Lauréat                                                                                              | Notes                  |
| -- | ----- | --- | ---------------------- |
| 1  | 1969  | Michio Kobayashi (小林 道夫), pianiste, claveciniste et chef d'orchestre                             |                        |
| 2  | 1970  | Tsuyoshi Tsutsumi, violoncelliste                                                                    |                        |
| 3  | 1971  | Reiji Mitani (三谷 礼二), producteur d'opéra                                                         |                        |
| 4  | 1972  | Takashi Ogawa (小川 昂), théoricien et critique                                                      |                        |
| 5  | 1973  | International Christian University Organ Committee                                                   |                        |
| 6  | 1974  | Kazuyoshi Akiyama, chef d'orchestre                                                                  |                        |
| 7  | 1975  | Yoshinobu Kuribayashi (栗林 義信), bariton Ginji Yamane (山根 銀二), critic                          |                        |
| 8  | 1976  | Yasushi Akutagawa, compositeur et chef d'orchestre New Symphony Orchestra (新交響楽団)               |                        |
| 9  | 1977  | Toshiko Tsunemori (常森 寿子), soprano                                                               |                        |
| 10 | 1978  | Teizō Matsumura, compositeur                                                                         |                        |
| 11 | 1979  | Sumire Yoshihara (吉原 すみれ), percussionniste                                                      |                        |
| 11 | 1979  | Prix spécial: Mari Iwamoto String Quartet (巖本真理弦楽四重奏団)                                     |                        |
| 12 | 1980  | Kappa Senoo (妹尾 河童), scenic designer                                                             |                        |
| 12 | 1980  | Prix spécial: Hideo Edo (江戸 英雄), président du premier concours international de musique du Japon |                        |
| 13 | 1981  | Minao Shibata (柴田 南雄), compositeur                                                               |                        |
| 14 | 1982  | Yūzō Toyama, chef d'orchestre                                                                        |                        |
| 14 | 1982  | Prix spécial: Kiyoshi Hara, Representant du groupe de construction du The Symphony Hall              |                        |
| 15 | 1983  | Keisuke Suzuki (鈴木 敬介), producteur d'opéra                                                       |                        |
| 16 | 1984  | Kiyomi Toyoda (豊田 喜代美), soprano                                                                 |                        |
| 17 | 1985  | Telemann Institute Japan Chamber Orchestra and Chorus                                                |                        |
| 18 | 1986  | Mitsuko Uchida, pianiste Hiroshi Wakasugi, chef d'orchestre                                          |                        |
| 19 | 1987  | Hiroyuki Iwaki, chef d'orchestre                                                                     |                        |
| 20 | 1988  | Yasuko Hayashi (林 康子), soprano                                                                    |                        |
| 21 | 1989  | Masahiro Arita (有田 正広), musique ancienne                                                         |                        |
| 22 | 1990  | Tōru Takemitsu, compositeur                                                                          |                        |
| 23 | 1991  | Tadaaki Otaka, chef d'orchestre                                                                      |                        |
| 24 | 1992  | Shigeo Neriki (練木 繁夫), pianiste                                                                  |                        |
| 25 | 1993  | Midori Gotō, violoniste                                                                              |                        |
| 25 | 1993  | Prix spécial: Wolfgang Sawallisch, chef d'orchestre                                                  |                        |
| 26 | 1994  | Takayoshi Wanami (和波 孝禧), violoniste                                                             |                        |
| 27 | 1995  | Nobuko Imai, altiste                                                                                 |                        |
| 28 | 1996  | Takahiro Sonoda (園田 高弘), pianiste Jōji Yuasa, compositeur                                        |                        |
| 29 | 1997  | Tokyo Symphony Orchestra                                                                             |                        |
| 29 | 1997  | Prix spécial: Toshiro Mayuzumi, compositeur                                                          |                        |
| 30 | 1998  | Hikaru Hayashi, compositeur                                                                          |                        |
| 31 | 1999  | Akira Miyoshi, compositeur                                                                           |                        |
| 32 | 2000  | Taijiro Iimori (飯守 泰次郎), chef d'orchestre                                                       | Site de Taijiro Iimori |
| 33 | 2001  | Toshi Ichiyanagi, compositeur                                                                        |                        |
| 34 | 2002  | Seiji Ozawa, chef d'orchestre Kaori Kimura (木村 かをり), pianiste                                   |                        |
| 35 | 2003  | Ichiro Nodaira (野平 一郎), compositeur                                                              |                        |
| 36 | 2004  | Akira Nishimura, compositeur                                                                         |                        |
| 37 | 2005  | Hidemi Suzuki (鈴木 秀美), violoncelliste et chef d'orchestre                                        |                        |
| 38 | 2006  | Tokyo Philharmonic Chorus (東京混声合唱団)                                                           |                        |
| 39 | 2007  | Toshio Hosokawa, compositeur                                                                         |                        |
| 40 | 2008  | Yumi Koyama (小山 由美), mezzo-soprano                                                               |                        |
| 41 | 2009  | Kazushi Ōno, chef d'orchestre                                                                        |                        |
| 42 | 2010  | Yoshio Watanabe (渡邊順生), claveciniste                                                             |                        |
| 43 | 2011  | non décerné                                                                                          |                        |
| 44 | 2012  | 藤村実穂子                                                                                           |                        |

## Source de la traduction
- (ja) Cet article est partiellement ou en totalité issu de l’article de Wikipédia en japonais intitulé « サントリー音楽賞 » (voir la liste des auteurs).